# Un país serio
Un país serio es una serie de televisión documental de 12 episodios de 45 minutos de duración, dirigida por Juan Pablo Barros y Jorge Iturriaga. Fue producida por Aplaplac, siendo productores ejecutivos Álvaro Díaz y Juan Manuel Egaña. Fue beneficiada con financiamiento público a través del Consejo Nacional de Televisión de Chile (CNTV) y CORFO.
Debía ser emitido por Canal 13 entre abril y junio de 2009, pero finalmente el canal desistió estrenarlo debido a que sus contenidos escapan de su línea editorial, por lo que el CNTV sancionó a la estación católica con la prohibición de presentar proyectos propios al próximo fondo concursable. Posteriormente, el programa se mantuvo fuera del aire hasta el 22 de mayo de 2010, cuando fue estrenado por La Red en el horario de los sábados a las 00:00 horas.
El programa se centra en el registro y análisis de las actividades festivas y de ocio en Chile. A lo largo del programa, un locutor en off (el actor Mario Lorca) relata la historia y antecedentes relativos al tema del programa.
El montajista principal de la serie es Cristóbal Hurtado. La música característica del programa es obra de Pablo Ilabaca (Chancho en Piedra) y Angelo Pierattini (Weichafe).

## Capítulos
1. Fiesta y trabajo
2. Vinos y guarisnaques
3. Dj Dios
4. Por qué la gente disfruta y celebra el sufrimiento
5. Diversiones veraniegas
6. Aguafiestas
7. Debuts y despedidas
8. Multitudes
9. Miles de formas de decir te quiero
10. Entre trago y trago
11. Pregonero
12. Santiago Bohemio